# 山岩岭农会旧址
29°39′40.77″N 121°46′52.96″E / 29.6613250°N 121.7813778°E
山岩岭农会旧址位于中国浙江省宁波市鄞州区咸祥镇里蔡村山岩岭自然村西北侧，清末建筑，主体坐北朝南，为单排平房，原为凉亭，后成为农会办公场地，山岩岭农会成立于1926年，会员主要由山岩岭、里蔡横山等地农民组成，为方便开会、组织学习便选址于此作为主要活动场所，2023年4月3日山岩岭农民协会旧址陈列馆开馆，2023年9月1日公布为宁波市文物保护单位。